# Hudson Soft HuC6280

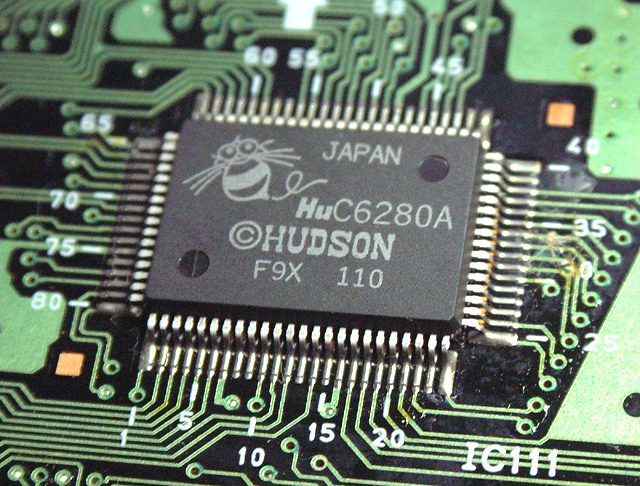
HuC6280A, uma versão revisada da CPU HuC6280

O microprocessador de 8 bits HuC6280 é uma versão aprimorada da CPU WDC 65C02 feita pela empresa Hudson Soft, uma versão CMOS atualizada da CPU de 8 bits MOS Technology 6502 baseada em NMOS, fabricada para a Hudson pela Epson e NEC.

## Descrição
O núcleo da HuC6280 é um microprocessador WDC 65C02 que possui várias instruções adicionais e algumas funções periféricas internas, como um controlador de interrupção, uma unidade de gerenciamento de memória, um temporizador, uma porta de entrada/saída paralela de 8 bits e um gerador de som programável (PSG). O processador opera em duas velocidades: 1,79 MHz e 7,16 MHz.
Uma versão revisada da HuC6280 chamada HuC6280A foi lançada e usada no PC Engine CoreGrafx e SuperGrafx . Esta revisão corrigiu alguns pequenos problemas de áudio nesses sistemas.

## Mapeamento de memória
A HuC6280 possui um espaço de endereço lógico de 64 KB, e um espaço de endereço físico de 2 MB. A HuC6280 usa uma unidade de gerenciamento de memória que divide este espaço de memória em segmentos de 8 KB. Cada segmento lógico de 8 KB está associado a um dos 256 segmentos físicos de 8 KB.

## Gerador de som
A síntese wavetable no estilo PSG fornece seis canais de som, que podem ser convenientemente emparelhados de acordo com a funcionalidade que oferecem:
```
0-1 - Reprodução de forma de onda
      Modulação de frequência (canal 1 silenciado)
```

```
2-3 - Somente reprodução de forma de onda
4-5 - Reprodução de forma de onda
      Geração de ruído branco
```

A reprodução de forma de onda é a mais comum e permite que uma amostra linear não assinada de 32 bytes e 5 bits seja reproduzida em frequências selecionadas. A modulação de frequência permite que a frequência de reprodução seja ajustada dinamicamente de acordo com um padrão especificado. O ruído branco é utilizado para simular instrumentos e efeitos de percussão, como explosões, por meio de uma onda quadrada pseudo-aleatória.
Alternativamente, cada canal pode ser alternado individualmente para o modo "Direct D/A", no qual o programador pode enviar dados diretamente para o mixer de som, permitindo a geração de padrões sonoros mais complexos, como fala. Inevitavelmente, isso requer mais esforço de programação e tempo de CPU.